# Abdul-Yakuni Iddi
Abdul-Yakuni Iddi (Salaga, 25 giugno 1986) è un ex calciatore ghanese, di ruolo centrocampista.

## Carriera
Ha giocato per 8 anni (il primo in seconda divisione, gli altri 7 in prima divisione) con i belgi del Malines, oltre ad un'ulteriore annata in prima divisione con l'OH Lovanio.